# Una virtù vacillante
Una virtù vacillante è un romanzo in 20 capitoli dello scrittore giapponese Yukio Mishima pubblicato nel 1957.

## Trama
Setsuko, una donna ventottenne d'estrazione piccolo borghese, già profondamente annoiata della monotonia prodotta dalla vita matrimoniale, s'abbandona con tutti i suoi istinti all'amore passionale e sensualissimo nei confronti d'un uomo più giovane di lei. 
Ha sempre provato ripugnanza sia nei confronti del matrimonio obbligato sia in quelli della maternità altrettanto doverosa per una donna sposata: sente che queste cose inevitabilmente son destinate ad uccidere lentamente ma inesorabilmente la sua passione, i suoi interessi più veri e i suoi stimoli, e cerca di ribellarsi a ciò. 
Uscendo dalle leggi stabilite dalla società costituita, rinasce a nuova vita tramite l'erotismo più anarchico; il ragazzo che ama, tuttavia, alla fine si dimostra molto simile al marito ed allora, delusa, decide di rompere la relazione e ritornare alla vita insulsa e vuota d'ogni stimolo destinata a tutte le donne maritate.
La sua anima diventerà come quella d'una delle statue di pietra immobili per sempre all'interno del giardino di casa.

## Temi trattati
L'autore analizza il conflitto che sgorga dall'intimo della protagonista, tra istinti e pulsioni interiori ed etica esteriore richiesta a tutte le "persone perbene", ma anche quello tra amore e ragione. Nel libro emerge anche il ruolo del sesso come elemento di opposizione alla routine familiare e, più in generale, all'ordine costituito..

## Nella cultura di massa
Una versione cinematografica del romanzo (Bitoku no yoromeki) fu diretta nel 1957 dal regista Nakahira Kô

## Edizioni italiane
- Una virtù vacillante, traduzione di Lydia Origlia, Collana Testi e Documenti n.162, Milano, SE, 2007, ISBN 978-88-771-0692-6. - I Capolavori ritrovati, Milano, Mondolibri, 2007; Collana ET Scrittori n.1548, Torino, Einaudi, 2009, ISBN 978-88-061-9427-7; Collana UEF, Milano, Feltrinelli, 2024, ISBN 978-88-078-9906-5.